# Colymbetes schildknechti
Colymbetes schildknechti là một loài bọ cánh cứng trong họ Bọ nước. Loài này được Dettner miêu tả khoa học năm 1983.